# Hieracium longifolium
Hieracium longifolium là một loài thực vật có hoa trong họ Cúc. Loài này được Hornem. mô tả khoa học đầu tiên năm 1819.